# Fujishima (Yamagata)
Fujishima (藤島町, Fujishima-machi) est un bourg du district de Higashitagawa, (préfecture de Yamagata), dans le Nord de l'île de Honshū, au Japon.

## Géographie

### Démographie
En 2003, la population de Fujishima s'élevait à 11 922 habitants, répartis sur une superficie de 63,22 km2 (densité de population de 188 hab./km2).

## Histoire
Le bourg de Fujishima a été intégré à la ville voisine de Tsuruoka, le 1er octobre 2005.